# حامول حاد
حامول حاد (الاسم العلمي:Cuscuta acuta) هو نوع من النباتات يتبع جنس الحامول من الفصيلة المحمودية.